# Karl Kreibich (senátor)
Karl Kreibich, též Károly Kreibich nebo Karol Kreibich (21. srpna 1867 Prešpurk – 26. února 1949), byl československý politik německé národnosti ze Slovenska a senátor Národního shromáždění ČSR za alianci, kterou utvořila Zemská křesťansko-socialistická strana, Maďarská národní strana a Spišská německá strana, tedy koalice maďarských a německých menšinových stran z východu republiky.

## Biografie
Profesí byl živnostníkem v Bratislavě.
V rámci převážně maďarské Zemské křesťansko-socialistické strany představoval skupinu etnických Němců. V senátu zasedal ovšem jako hospitant v klubu Německé křesťansko sociální strany lidové.
Po parlamentních volbách v roce 1929 získal senátorské křeslo v Národním shromáždění za maďarské křesťanské socialisty. Mandát ovšem získal až dodatečně v roce 1933 jako náhradník poté, co zemřel senátor Rudolf Böhm. V senátu setrval do roku 1935.